# 斜率

斜率：，是傾角

在数学上，直线的斜率（slope）或称梯度（gradient），是描述与度量该线“方向”和“陡度”的数字，常用 {\displaystyle m} 表示；斜率也用來计算斜坡的“斜度”（傾斜程度）。透過代數和幾何能計算出直線的斜率。
一直線的斜率在其上任一點皆相等；一曲線的斜率在其上任一點则不定，由該點切線的斜率而決定。曲線上某點的切線斜率，反映此曲線的變數在此點的變化快慢程度。透過微積分可計算出曲線中任一點的切線斜率，直线斜率的概念等同土木工程和地理的坡度。
另一個相關概念是傾角（angle of inclination）或斜角，即直線與水平軸（{\displaystyle x} 軸）所夾的最小角，以 {\displaystyle \theta } 表示，{\displaystyle -90^{\circ }<\theta \leq 90^{\circ }}。傾角 {\displaystyle \theta } 的正切函數值為直線的斜率，即 {\displaystyle m=\tan(\theta )}；而 {\displaystyle \theta =\arctan(m)}，{\displaystyle \arctan } 是反正切函數。

## 定义
- 對於直角坐標系，一次函数：{\displaystyle y=kx+b}，若 {\displaystyle k}、{\displaystyle b} 均不为0，則可說 {\displaystyle k} 是斜率，{\displaystyle b} 是截距。

- 若橫軸為 {\displaystyle x} 軸，縱軸是 {\displaystyle y} 軸，斜率 {\displaystyle m} 可表示为：

{\displaystyle m={\frac {\Delta y}{\Delta x}}}　({\displaystyle \Delta }：變數的改變)
- 若已知道直角坐标系内两点 {\displaystyle (x_{1},y_{1})} 和 {\displaystyle (x_{2},y_{2})}，则斜率 {\displaystyle m} 可表示为：

{\displaystyle m={\frac {y_{2}-y_{1}}{x_{2}-x_{1}}}}
- 垂直线的斜率是未定义的，因为此时 {\displaystyle \Delta x=0}（即 分母为 0）。

## 运算

### 点斜式
如已知點{\displaystyle \left(x_{0},y_{0}\right)}斜率為{\displaystyle m}的直線方程式時，即可使用此方法。
{\displaystyle y-y_{0}=m\left(x-x_{0}\right)}

### 截距式
若已知某直线在{\displaystyle x}轴、{\displaystyle y}轴上的截距分别为{\displaystyle a}, {\displaystyle b}，则该直线的方程可以表示为：
{\displaystyle {\frac {x}{a}}+{\frac {y}{b}}=1}

### 两点式
如已知{\displaystyle \left(x_{1},y_{1}\right)}、{\displaystyle \left(x_{2},y_{2}\right)}相異兩點{\displaystyle x_{1}}≠{\displaystyle x_{2}}，{\displaystyle y-y_{1}={\frac {y_{2}-y_{1}}{x_{2}-x_{1}}}\left(x-x_{1}\right)}
②若{\displaystyle x_{1}=x_{2}}，{\displaystyle x=x_{1}}
原理：兩個相似的直角三角形

### 斜截式
如已知斜率{\displaystyle m} ，{\displaystyle y}截距為{\displaystyle b}，則直線的方程式是
{\displaystyle y=mx+b.}
若{\displaystyle x}截距為{\displaystyle a}，則是
{\displaystyle y=m(x-a).}